# Pszczonów

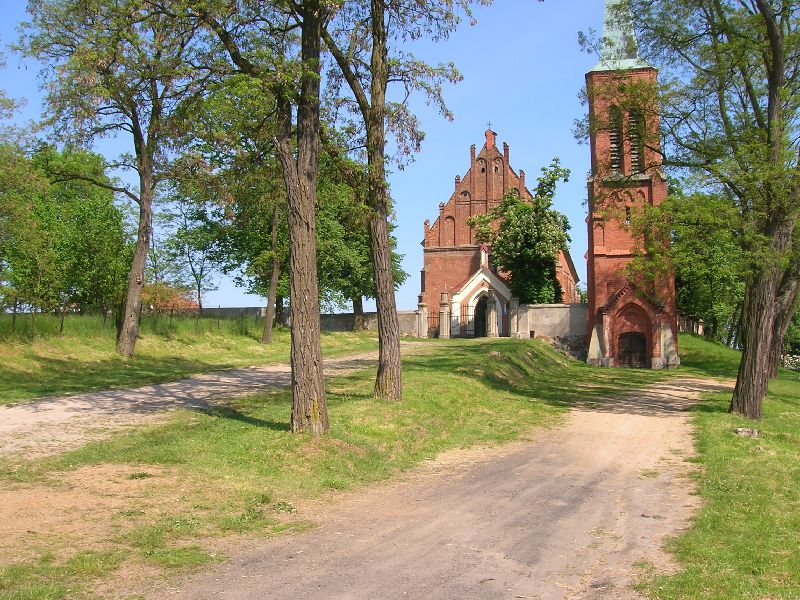
Kościół, przed którym kręcono sceny do filmu „Chłopi”

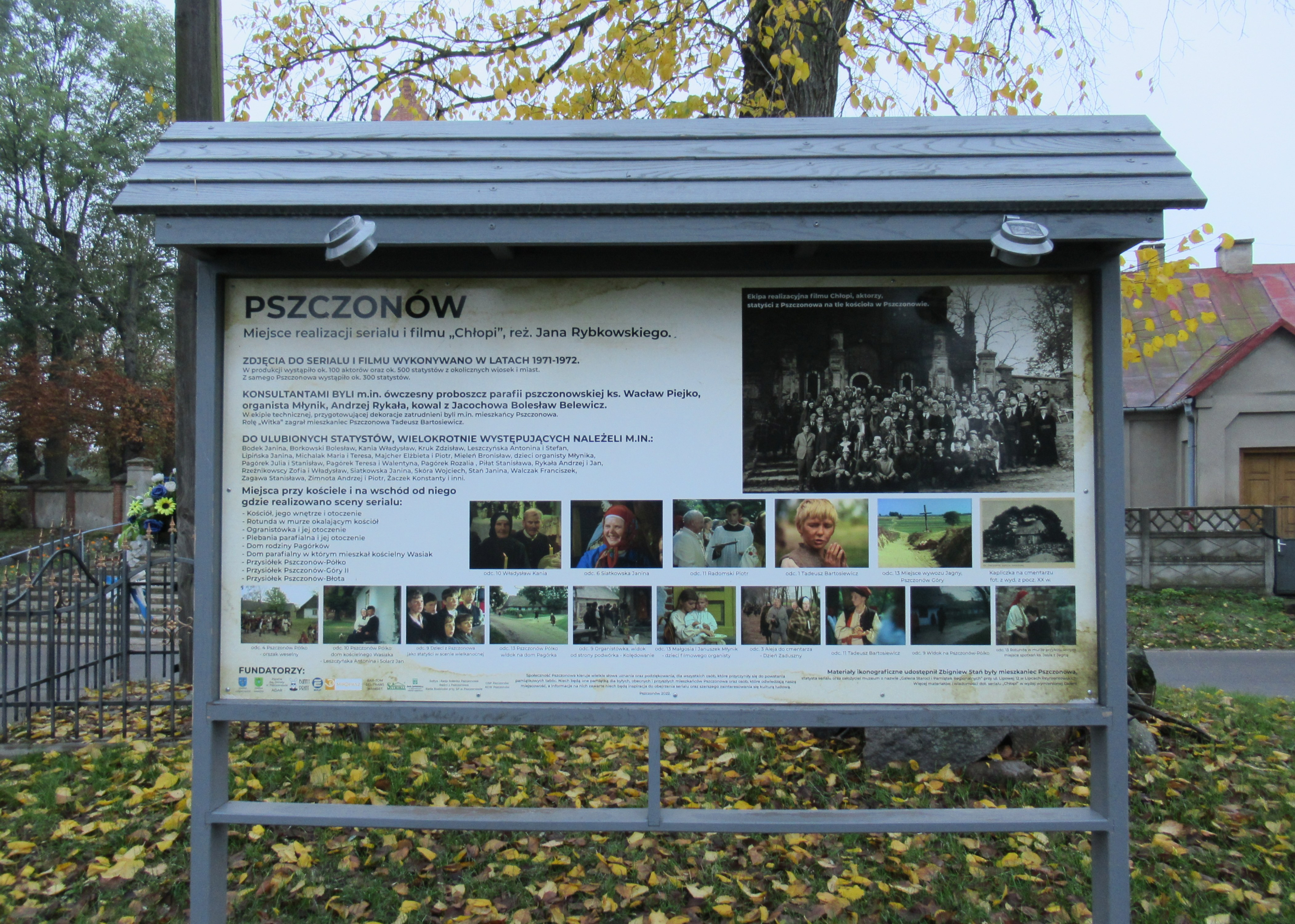
Pszczonów – tablica informacyjna poświęcona filmowi „Chłopi”

Pszczonów – wieś w Polsce położona w województwie łódzkim, w powiecie skierniewickim, w gminie Maków.
W roku 1579 należał do włości arcybiskupa gnieźnieńskiego.
Wieś arcybiskupstwa gnieźnieńskiego w ziemi sochaczewskiej województwa rawskiego w 1792 roku.
| SIMC    | Nazwa      | Rodzaj    |
| ------- | ---------- | --------- |
| 0731459 | Błota      | część wsi |
| 0731465 | Góry       | część wsi |
| 0731471 | Majdany    | część wsi |
| 0731488 | Podłężce   | część wsi |
| 0731494 | Pólko      | część wsi |
| 0731502 | Stara Wieś | część wsi |

## Historia
W XIV w. powstała w Pszczonowie parafia św. Doroty.
„Słownik geograficzny Królestwa Polskiego i innych krajów słowiańskich” z roku 1888 tak opisuje miejscowość:

Pszczonów, w XVI w. Pczonów, Pczionów, wieś i folwark, powiat łowicki, gmina Łyszkowice, parafia Pszczonów, odległy 18 wiorst od Łowicza, połączony drogą bitą z Łyszkowicami. Posiada kościół parafialny murowany, szkołę początkową, dwa domy przytułku (szpitale) dla kalek i ubogich, zajazd murowany, 96 domów (3 folwarki), 624 mieszkańców. Folwark poduchowny (proboszczowski) ma 16 osad, 312 mórg; wieś ma 66 osad, 1422 mórg (50 mórg nieuż.); gleba żytnia. W 1827 r. było 59 domów, 461 mieszkańców. 
Pszczonów wchodzi w skład dóbr księstwa Łowickiego i był około 1840 r. siedzibą generała Botwinki, administratora tychże dóbr, który upamiętnił się zbudowaniem drogi bitej, pomocą w restauracyi kościoła i pasieką, jaką utrzymywał w ogrodzie przy swej rezydencyi. Pszczonów należał zdawna do dóbr stołowych arcybiskupów gnieźnieńskich, którzy założyli tu parafię zapewne na początku XIV w. i zaprowadzili prawo niemieckie. Arcybiskup Jarosław z Bogorii i Skotnik sprzedaje wójtowstwo w 1366 r. niejakiemu Tomaszowi z obowiązkiem oddawania dziesięciny miejscowemu plebanowi. Wieś zaliczała się jeszcze w XVI w. do kasztelanii łowickiej. Parafią uposażył Jakub z Sienna, arcybiskup. Kościół był p. w. WW. św. i św. Doroty. Probostwo służyło zwykle za uposażęnie kanonika łowickiego. Proboszcz obowiązany był utrzymywać dwóch wikaryuszów. Uposażenie proboszcza stanowiły prócz zwykłych placów pod zabudowania i ogrody, sadzawki, jeszcze młyn, część lasu, łan roli w trzech polach z łąką, rola karczemna, rola zagrodnika (dziś część poproboszczowska ma 212 mórg). Młynarz płacił 40 gr. czynszu i nie pobierał miarki od zboża plebana, karczmarz płacił fertona. W XVI w. pleban na swoim łanie osadził kmieci, obowiązanych płacić po seksagenie czynszu, wozić drwa, kosić łąkę plebana i dawać po 2 kapłony i 13 kur i „duas capetias overum”. We wsi było 27 łanów, z których kmiecie dawali plebanowi tylko meszne i kolędę po 3 gr. z łanu (Łaski, L. B., II, 281-284). 
Kościół z cegły pokryty dachówką, ma długości 59 łokci, szerokości 23, a wysokości 17 i pół. Przerobiony między 1844 a 1847 według plany budow. Idzikowskiego; ściany podwyższono, wewnątrz przy ścianach dano filary, na których wsparto gotyckie sklepienie. Restauracya ta kosztowała 18,000 rubli srebrem. Obrazy w trzech ołtarzach pędzla Jabłońskiego, ołtarz wielki z cementu, z ozdobami gipsowemi a posadzka z cegły wzorzysto ułożona.

1 lipca 1943 roku do wsi przybyli żołnierze Wehrmachtu oraz niemiecka żandarmeria, którzy poszukując partyzantów okrążyli zagrody rodzin Bodków oraz Godosów. Schwytali wszystkich obecnych mężczyzn, których zapędzili do stodoły gdzie ich zastrzelili, a stodołę podpalili. Zamordowali łącznie 5 osób oraz spalili trzy stodoły. W wyniku tej zbrodni zginęli: Jan, Stanisław oraz Wacław Bodek, Władysław Godos oraz Franciszek Klimkiewicz. 
W latach 1954-1972 wieś była siedzibą gromady Pszczonów, po reformie administracji w gminie Maków, którą zniesiono w 1977 włączając wieś do gminy gminie Łyszkowice. W 1983 wieś wróciła do odtworzonej gminy Maków.
W latach 1975–1998 miejscowość administracyjnie należała do województwa skierniewickiego. 

## Odniesienia w kulturze
W latach 70. XX w. we wsi były kręcone zdjęcia do filmu Chłopi w reżyserii Jana Rybkowskiego na podstawie powieści Chłopi Władysława Reymonta. 
Do rejestru zabytków Narodowego Instytutu Dziedzictwa na listę zabytków wpisane są obiekty:
- kościół parafialny pw. Wszystkich Świętych i św. Doroty, XVI–XIX w., nr rej.: 893 z 29.12.1967
- cmentarz kościelny, nr rej.: 992/A z 1.03.1995